# SMS S 63
S 63 – niemiecki niszczyciel z okresu I wojny światowej. Piętnasta jednostka typu S 49. Okręt wyposażony w trzy kotły parowe opalane ropą. Zapas paliwa 305 ton. Po wojnie przekazany Włochom i wcielony do Regia Marina pod nazwą "Ardimentoso". Złomowany w 1937 roku.